# SN 2007qw
SN 2007qw – supernowa typu Ic odkryta 4 listopada 2007 roku w galaktyce A223529+0028. W momencie odkrycia miała maksymalną jasność 21,20m.